# Tarryn Davey
Pour les articles homonymes, voir Davey.
Tarryn Davey née le 29 février 1996 à Morrinsville, est une joueuse de hockey sur gazon néo-zélandaise évoluant au poste de défenseure au Hauraki Mavericks et pour l'équipe nationale néo-zélandaise.

## Biographie
Elle a fait partie de l'équipe nationale pour concourir à la Coupe du monde 2018 à Londres.

## Palmarès
- : Coupe d'Occéanie 2019